# Kongress (Philippinen)

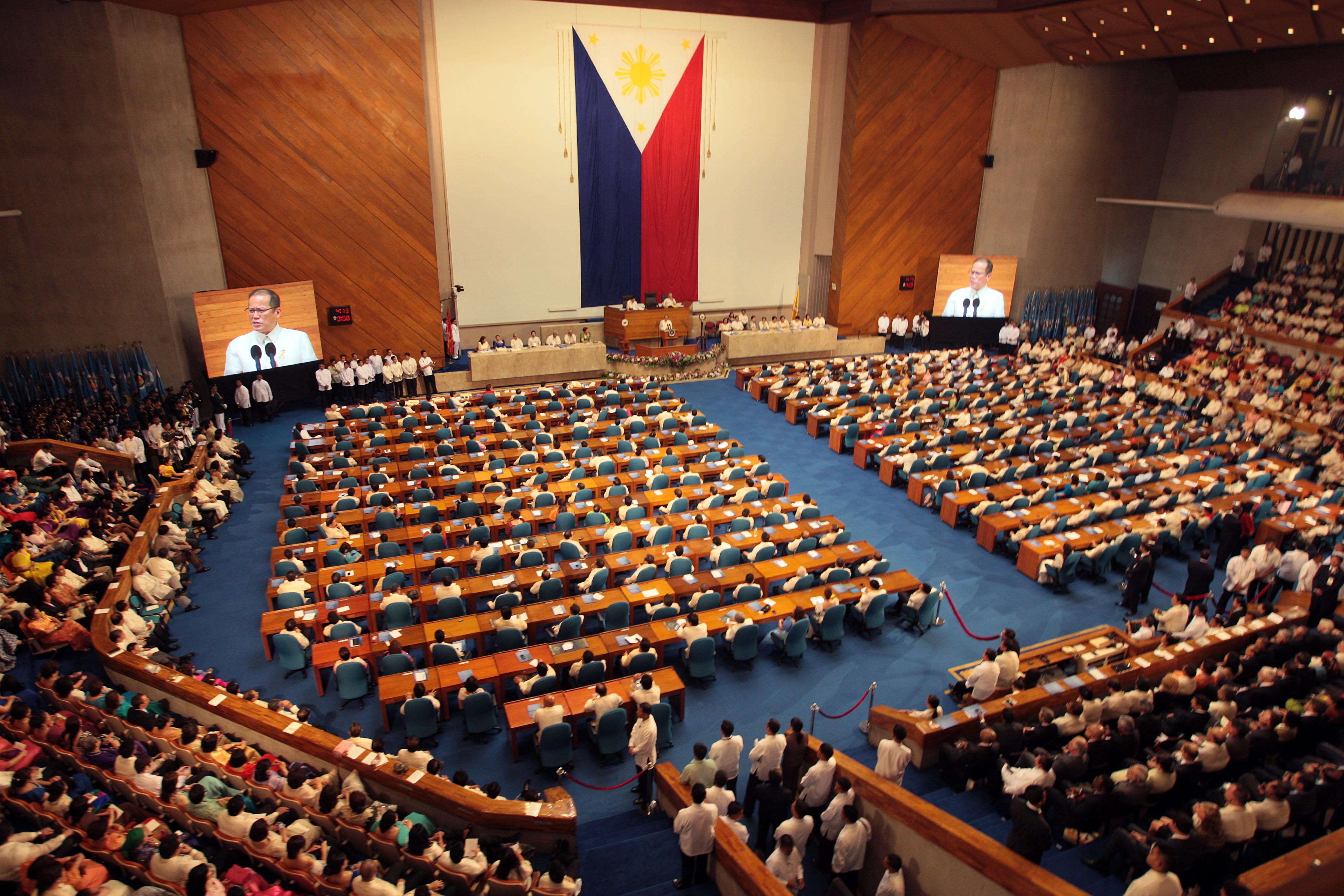
Die zwei Kammern des philippinischen Kongress' in einer gemeinsamen Sitzung: Präsident Benigno Aquino III. hält 2011 eine Rede zur Lage der Nation.

Der Kongress der Philippinen (früher Batasang Pambansa, spanisch Congreso de Filipinas) ist die nationale Gesetzgebung des Inselstaates. Er ist ein Zweikammerparlament, bestehend aus dem Senat und dem Repräsentantenhaus.
Der Senat entspricht dem britischen Oberhaus und besteht aus 24 Senatoren, von denen die Hälfte alle drei Jahre von der Gesamtheit gewählt werden. Sie repräsentieren daher keine geografische Einheit und haben eine Funktionsperiode von sechs Jahren.
Das Repräsentantenhaus besteht aus bis zu 250 Abgeordneten, die entweder eine geografische oder eine sektorielle Funktion haben. Erstere repräsentieren ein bestimmtes Gebiet des Staates. Jede Provinz besteht aus einem oder mehreren solcher Distrikte, von denen größere Städte ebenfalls einen solchen mit zwei oder mehr Vertretern bilden. Die sektoriellen Abgeordneten repräsentieren die (ethnischen) Minderheiten der Bevölkerung, die durch eine rein geografische Einteilung des Landes nicht vertreten wären. Außerdem gibt es Abgeordnete so genannter Parteilisten, die verschiedene Arbeits-, Rechts- und andere Organisationen vertreten.

## Geschichte
Die erste gesetzgebende Versammlung auf den Philippinen war der Malolos-Kongress 1898–1899. Dieser verabschiedete am 21. Januar 1899 die Malolos-Verfassung; am 23. Januar bestätigte er die Gründung der ersten philippinischen Republik. Nachdem Spanien im Spanisch-Amerikanischen Krieg (1898) die Philippinen als Kolonie an die USA hatte abtreten müssen und der philippinisch-amerikanische Krieg am 4. Februar 1899 ausgebrochen war, wurde die Schurman-Kommission von Präsident William McKinley berufen. Diese arbeitete Empfehlungen aus, die einen schnellen Übergang von einer militärischen zu einer zivilen Verwaltung der Philippinen vorsah. Unter anderem sah sie die Bildung eines Zweikammerparlaments vor. Nach dem Ende der ersten Republik 1901 wurde durch die Taft-Kommission am 4. Juli 1902 eine zivile Verwaltung etabliert. Es dauerte jedoch noch bis zum 16. Oktober 1907, bis dieses Zweikammerparlament komplettiert wurde. Den Senat bildete die Taft-Kommission und das Repräsentantenhaus bildete die Philippinische Versammlung. Dieses System wurde bis 1916 beibehalten und durch Inkrafttreten des Philippine Autonomy Act wurde das Philippinische Legislative genannte Parlament gewählt, das aus Senat und Repräsentantenhaus bestand und dessen Mitglieder nur Filipinos waren. Dieses System wurde 19 Jahre beibehalten. Am 1. Mai 1934 trat der Philippine Independence Act in Kraft, wodurch 1935 das Commonwealth der Philippinen gegründet wurde. Das Parlament wurde jedoch auf ein Einkammersystem als gesetzgebende Legislative reduziert; dieses Parlament wurde Commonwealth-Kongress genannt. Nach dem Zweiten Weltkrieg und der Unabhängigkeit der Philippinen, am 4. Juli 1946 wurde das Parlament wieder in ein Zweikammersystem umgewandelt. Dieses Parlament wurde 1972, nach Ausrufung des Kriegsrechtes am 26. September 1972 und Abschaffung der Verfassung durch Ferdinand Marcos, in ein Einkammersystem umgewandelt. Nachdem die EDSA-Revolution 1986 die Diktatur von Marcos beendet hatte, wurde 1987 die Verfassung der vierten Republik verabschiedet und das heutige Parlament mit Senat und Repräsentantenhaus konstituiert.